# 彭家屏
彭家屏（？—1757年），字樂君，號青原。河南省歸德府夏邑縣（今屬商丘市）人，清朝政治人物，乾隆年間，因文字獄被賜自盡。

## 經歷

### 仕宦生涯
年少時勤於學習，紮實修讀五經、四史，性格慷慨而重視義理。
康熙六十年（1721年）辛丑科第三甲第四十七名同進士出身。授刑部主事，累遷郎中。
雍正八年（1730年）考選山西道監察御史。
十二年（1734年）外授直隸保定府知府。
十三年（1735年）擢直隸清河道道尹、長蘆鹽使。
乾隆三年（1738年）十月二十五日，署理湖南按察使。乾隆帝引見考語：「聰明解事，此中未可信，曾訓以『若用之以正，將來有出息』等語。」
六年（1741年）八月二十九日，遷江西布政使。在江西任上九年，蔣士銓作〈樂府九章〉頌揚彭家屏政績。
十五年（1750年）十月十五日，改雲南布政使。
十九年（1754年）四月十二日，調江蘇布政使。
二十年（1755年）九月二十九日，召京。因病請歸原籍。

### 私藏野史案
乾隆二十二年（1757年）正月，乾隆帝南巡，彭家屏前往迎駕謁見。乾隆帝諮詢地方事務，彭家屏奏言：「夏邑及鄰縣永城上年被水災獨重。」河南巡撫圖爾炳阿也朝見行在，乾隆帝以彭家屏所說的詰問圖爾炳阿，卻仍聲言水並未造成災情，乾隆帝當即命令圖爾炳阿偕同彭家屏前往勘查；乾隆帝又詢問河東河道總督張師載，張師載奏陳如彭家屏所言，乾隆帝認為張師載誠篤樸實，所說的話應當沒有誑騙之處，飭令圖爾炳阿秉公奏報，不准迴護。乾隆帝到達徐州府，見到受災飢民困苦的情形，心想夏邑縣、永城縣相鄰，災情也應該相同，於是密令步軍統領衙門員外郎觀音保微服前往視察。
乾隆帝北返，自徐州出發，夏邑縣民張欽攔路陳情縣官隱瞞災情，乾隆帝再度申飭圖爾炳阿詳勘回報。御駕到達鄒縣時，夏邑縣民劉元德又陳訴縣官賑災不實，乾隆帝更加不悅，又以劉元德並非士紳，認為必有指使者，問劉主使者何人，劉元德回答為諸生段昌緒，乾隆帝於是另派侍衛成林隨同劉元德返回夏邑追查此事。
觀音保隨後回奏，夏邑縣、永城縣、虞城縣、商丘縣受災甚為慘重，積水久而不退，田地不可耕種；災民買賣子女，每人不過二三百錢，觀音保收了兩個災民子為養子，並將契約呈上御覽，乾隆帝為之動容，下詔公開此事：「為吾赤子，而使骨肉不相顧至此，事不忍言。」於是以地方官知情不報，將巡撫圖爾炳阿革職，發配遣戍烏里雅蘇臺，巡撫以下府、縣官吏全都連坐治罪，蠲免受災四縣歷年拖欠與當年錢糧。
侍衛成林到達夏邑縣，與知縣孫默傳召段昌緒，因段昌緒不到案，再前往其家中拘捕，於臥室搜得傳鈔的吳三桂檄文，且有讚賞評語，成林將之覆奏，乾隆帝遂感憤怒，暫時寬貸圖爾炳阿遣戍以及各府縣官吏罪責，另指令直隸總督方觀承覆審案情。
四月下旬，乾隆帝駕返京師，懷疑傳抄來源，聯想到彭家屏，召彭家屏到京，詢問其家有無吳三桂傳鈔檄及其他禁書。彭家屏回答有明末野史《潞河紀聞》、《日本乞師記》、《豫變紀略》、《酌中志》、《南遷錄》及抄本小字書數種，但未曾檢閱。乾隆帝責其言詞避重就輕，命革職下刑部候審，加派二等侍衛石三泰覆查。彭家屏之子彭傳笏畏罪而焚毀各書，乾隆帝命逮捕段昌緒、彭傳笏下刑部。
六月，經大學士軍機大臣六部九卿翰詹科道會審後，段昌緒斬立決；彭家屏、彭傳笏也連坐擬斬，上諭「彭家屏本應斬監決，但所藏之書，既經燒燬，罪疑惟輕」，彭家屏與彭傳笏從寬改為斬監候，抄家籍沒，田產除酌留贍家養口外，全數分給夏邑貧民。
七月，圖爾炳阿又上呈彭家屏之族譜，譜名《大彭統記》，書中遇到御名都直書不避諱缺筆。乾隆帝更加憤怒，斥責彭家屏狂悖無君，即於獄中賜自盡。秋讞，刑部入奏彭傳笏罪名得實，乾隆帝認為「子為父隱」，寬免其死罪。結案後，乾隆帝重新整頓賑災事宜，召圖爾炳阿至京師追究救災責任，逮捕孫默交刑部，命觀音保以通判署理夏邑知縣，並手詔訓戒：「刁頑既除，良懦可憫。當善為撫綏，毋俾災民失所也。」

## 延伸阅读
[在维基数据编辑]
 《清史稿/卷338》，出自趙爾巽《清史稿》